# Terra Indígena Parque do Aripuanã
A Terra Indígena Igarapé Parque do Aripuanã é uma terra indígena na Amazônia Legal com área de 1 603 000 hectares, localizada nos municípios brasileiros de Juína (estado de Mato Grosso) e Vilhena (estado de Roraima) e, é habitada pelo povo Isolados do Rio Tenente Marques e Cinta-Larga, com uma população de 503 pessoas.
Esta área habitada do Aripuanã está registrada no CRI e na Secretaria de Patrimônio da União (SPU) via decreto 98.417 - 21/11/1989. A Fundação Nacional dos Povos Indígenas (FUNAI) atua nesta área através da Coordenação Regional do Noroeste Mato Grosso e do Distrito Sanitário Indígena de Vilhena.

## Demarcação
Segundo a Constituição Federal do Brasil de 1988, as terras indígenas para serem regularizadas devem ser: habitadas de forma permanente; importantes para as atividades produtivas do indígena; local que preserva os recursos necessários ao seu bem-estar, e; local de reprodução física e cultural. Essas regiões são demarcadas pela Fundação Nacional do Índio (FUNAI) conforme o processo descrito no decreto 1775/1996:
1. Estudos de identificação: um antropólogo elabora estudo antropológico e coordenar o grupo técnico especializado que faz a identificação da região;
2. Aprovação da Funai: o relatório do estudo antropológico é aprovado na Funai, e publicado no máximo em 15 dias;
3. Contestações: após a publicação do relatório os interessadas tem no máximo 90 dias para manifestação;
4. Declaração dos limites: Ministro da Justiça no máximo em 30 dias declara os limites da região e, determina a demarcação física, ou desaprova a identificação oficial;
5. Demarcação física: com limites da região declarados, a Funai faz a demarcação física;
6. Homologação: a demarcação é ser submetido à presidência da República para homologar o decreto;
7. Registro: com a região demarcada e homologada, no máximo em 30 dias após a homologação, é registrada no cartório de imóveis da comarca e na Secretaria de Patrimônio da União (SPU)

## Geografia
Município de Juína possui área municipal de 2 618.991 ha e área indígena de 937 803 ha.
Município de Vilhena possui área municipal de 1 169.914 ha e área indígena de 668 654 ha.

### Fitofisionomia
A Terra Indígena de Aripuanã está localizada na bacia hidrográfica do rio Madeira e faz parte dos biomas Amazônico e Cerrado, composto pelas seguintes vegetações: 35,02% de savana (estacional); 26,86 de floresta ombrófila aberta; 23,43% de floresta ombrófila (estacional); 11,95% de savana (ombrófila); 2,74% de floresta ombrófila densa.

## Agentes
Nesta área atuam três agentes:
- Igreja Evangélica de Confissão Luterana no Brasil (IECLB).[1]

- Conselho Deliberativo da Comunidade Escolar Indígena Cinta Larga de Aripuanã (CDCEICL), e;[1]

- Coordenação das Organizações Indígenas do Povo Cinta Larga (PATJAMAAJ).[1]

## Ameaças
A terra indígena é ameaçada por extrativista do tipo madeireiro e garimpeiro e, a especulação fundiária de fazendeiro.
De acordo com o projeto Monitoramento da Floresta Amazônica Brasileira por Satélite (PRODES) do Instituto Nacional de Pesquisas Espaciais (INPE), esta área sofreu desmatamento de 4 695 ha até o ano 2023.

## População Tradicional
Em 2007 os povos tradicionais foram reconhecidas pelo Governo do Brasil, através da política de desenvolvimento sustentável das comunidades tradicionais (PNPCT) que ampliou o reconhecimento feito parcialmente na Constituição de 1988, agregando os indígenas, os quilombolas e, outros povos tradicionais, a saber: ribeirinho, castanheira, catador de mangaba, retireiro, cigano, cipozeiro, extrativista, faxinalense, fecho de pasto, geraizeiro, ilhéu, isqueiro, morroquiano, pantaneiro, pescador artesanal, piaçaveiro, pomerano, terreiro, quebradeira de coco-babaçu, seringueiro, vazanteiro e, veredeiro. Aqueles que mantêm um modo de vida primordial ligado aos recursos naturais e ao meio ambiente em que vivem.